# Kasztan japoński
Kasztan japoński (Castanea crenata Siebold & Zucc.) – gatunek drzew z rodziny bukowatych. Naturalnie występuje w Japonii, w Polsce rzadko uprawiany jako roślina ozdobna.

## Morfologia

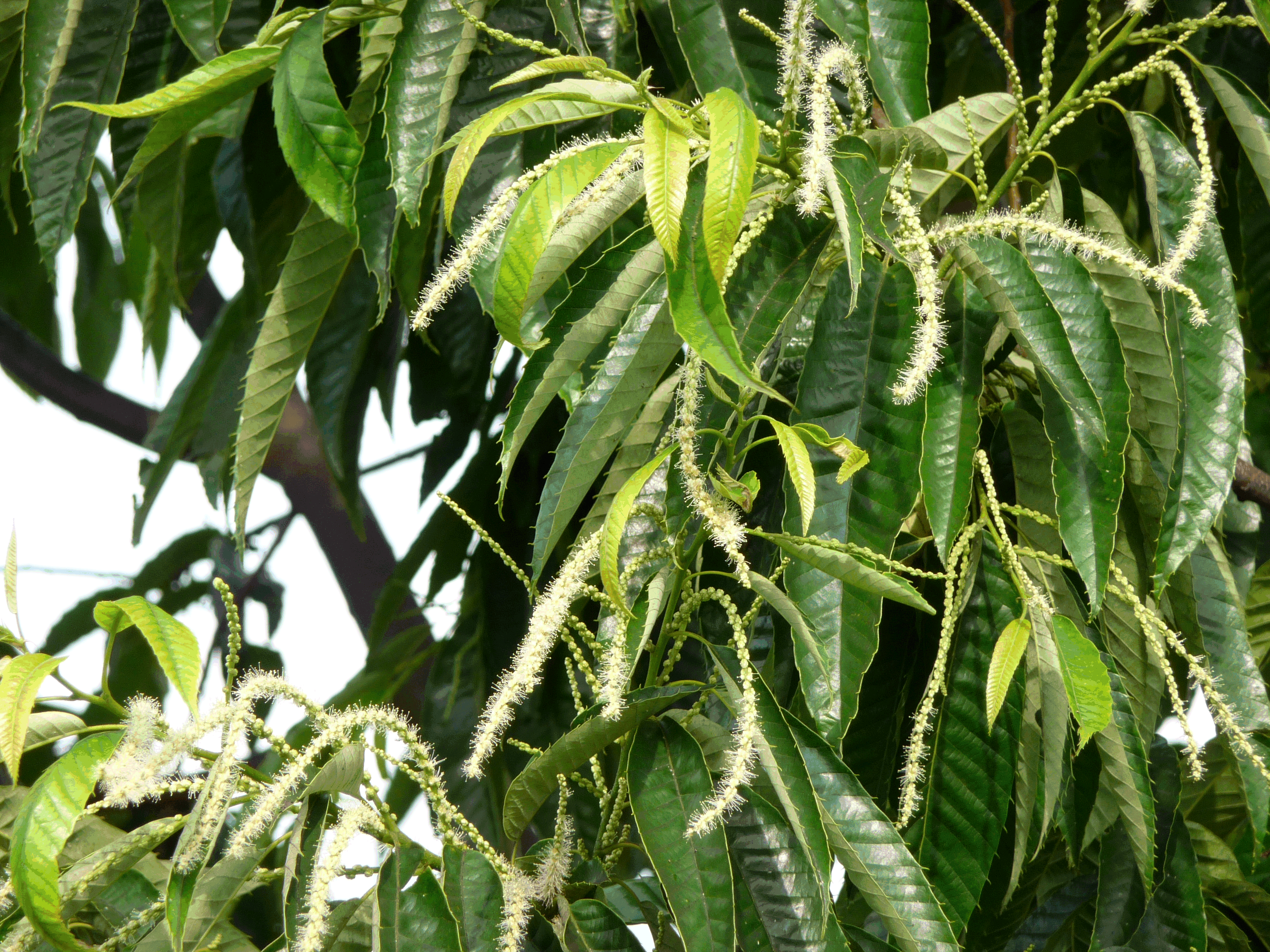
Kwiatostany

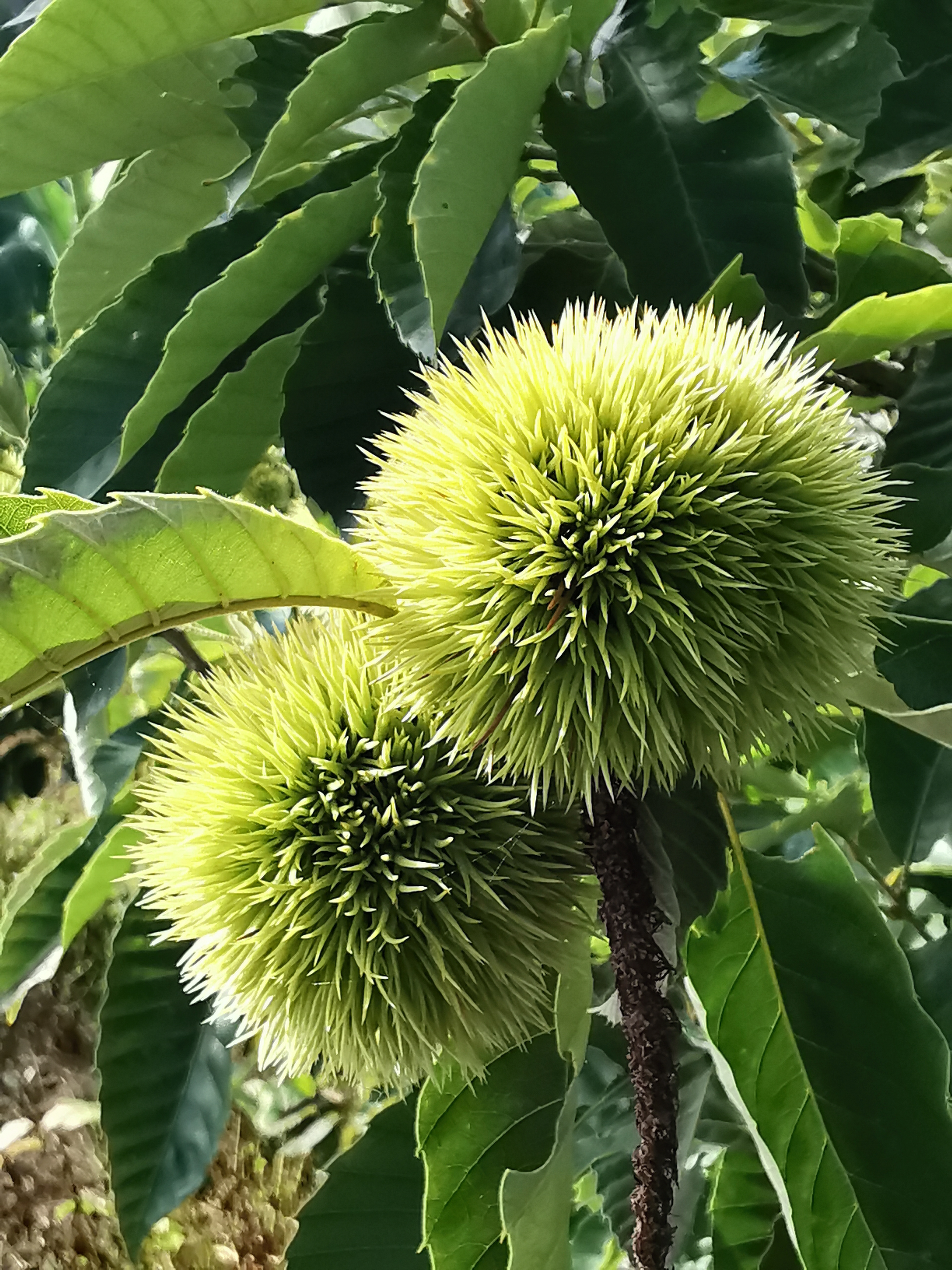
Owoce

PokrójNiewielkie drzewo dorastające 10 m wysokości, o rozłożystej, szerokiej koronie.
KoraMatowa, o szarym zabarwieniu. U młodych roślin gładka, u starszych podłużnie spękana. Młode pędy pokryte białawym owłosieniem, utrzymującym się do zimy.
LiścieEliptyczne bądź lancetowate do 17 cm długości i 5 cm szerokości. U nasady sercowate z ościstymi wyrostkami.
KwiatyKwiaty męskie żółte i drobne, zebrane w kwiatostany. Kwiaty żeńskie małe, niepozorne o zielonkawej barwie. Roślina jednopienna, owadopylna.
OwoceOrzechy zebrane po 2–3 w zielonej, kolczastej okrywie.

## Zastosowanie
Roślina ozdobnaGatunek uprawiany w europejskich ogrodach i arboretach od 1895 roku, kiedy pierwsze nasiona sprowadził Królewski Ogród Botaniczny w Kew Gardens.
Roślina jadalnaChętnie uprawiany w Japonii dla smacznych owoców.
Roślina barwierskaZ kory i skorupek orzechów otrzymywano brunatny barwnik wykorzystywany do farbowania tkanin.